# ۱۷۰۹ (میلادی)
۱۷۰۹ (میلادی) هزار و هفتصد  و نهمین سال تقویم میلادی است.

## رویدادها
سلسله ی هوتکیان به رهبری حاجی میرویس خان هوتک تاسیس شد.
جدایی قندهار از ایران صفوی.

## زادگان
- ۷ اوت – ژان-ژاک لوفران دو پومپینیان، شاعر فرانسوی (د. ۱۷۸۴)

## درگذشتگان
گرگین خان گرجی